# Carlina biebersteinii
Carlina biebersteinii là một loài thực vật có hoa trong họ Cúc. Loài này được Bernh. ex Hornem. mô tả khoa học đầu tiên năm 1819.